# Lafquenches

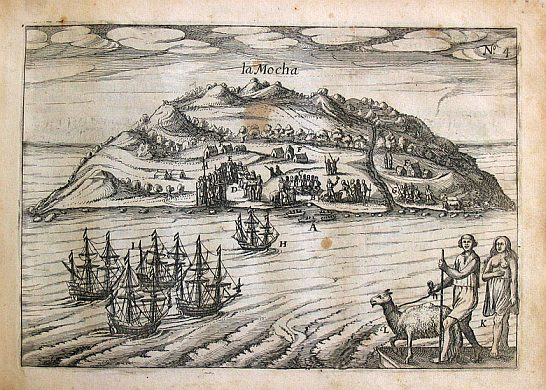
Expedición holandesa de Joris van Spilbergen a la isla Mocha en abril de 1615.

Los lafquenches, lafquemches, costinos, lafkenches o l'avken'che (mapudungun ḻafkeṉ «mar» y che «persona»; ḻafkeṉche, «gente del mar» o «gente del oeste») son uno de los grupos del pueblo mapuche y actualmente habitan en la franja costera entre Cañete y el río Toltén, destacando poblaciones en el lago Lleulleu, Tirúa, Puerto Saavedra, Puerto Domínguez y la isla Huapi. Antiguamente su territorio incluía las costas entre el río Biobío y la bahía de Corral. Hablan español y mapudungun y se dedican mayormente a la pesca artesanal. Su embarcación tradicional es una canoa monóxila conocida localmente como wampo.

## Historia
Su vutranmapu es llamado Lauquenmapu, Lafquenmapu, Lavquen-mapu, Lavquenmapu o Lafken Mapu. Su significado es «país marítimo», «tierra del mar» o «rejión de la costa».

Bandera de los lafkenches.

Según el científico y sacerdote criollo Juan Ignacio Molina, su territorio se dividía en los aillarehues (provincias) de Arauco, Tucapel, Elicura, Boroa y Nagtolten (Toltén Bajo), cada una a su vez dividida en rehues (prefecturas).
Durante las primeras décadas de la guerra de Arauco destacó por ser el más beligerante de los butalmapu, especialmente los loncos de la zona de Tirúa, la más poblada. Pero por ello, también fue el área más afectada por el conflicto, llevando a muchos de sus habitantes a buscar refugio en las tierras del interior, que se volvieron los butalmapu más populosos. Muchos de estos refugiados pasaron a servir a los loncos locales a cambio de protección, generando una creciente jerarquización social. Durante el siglo XVIII algunos loncos monopolizaron las negociaciones con los españoles, ganando un prestigio y poder que consolidaron mediante alianzas matrimoniales y la riqueza ganadera. Este vutamapu dominaba la costa de Arauco que eligió como toqui a Lautaro.
Finalmente, comenzaron a darse guerras entre las parcialidades, principalmente malones para robar ganado, que marcaron las relaciones con las autoridades españolas y después chilenas. Durante los conflictos intertribales entre abajinos y arribanos de los siglos XVIII y XIX, posiblemente la aculturización que vivieron por su mayor contacto con los españoles. Posteriormente, durante la guerra a muerte apoyaron a los realistas, encabezados por el sacerdote Juan Antonio Ferrebú hasta su captura y fusilamiento en 1824. Su intención era aprovechar la debilidad de los criollos para garantizar la autonomía de sus señoríos en La Frontera, pues gracias al mayor contacto comercial y cultural con la sociedad hispana, los loncos sabían que de una forma u otra se integrarían en ese mundo.
El butalmapu resultó arrasado, lo que permitió su colonización por vascos franceses y alemanes, quienes tomaron las tierras y desplazaron a los lafquenches para crear grandes latifundios ligados a la explotación carbonífera de la cuenca de Arauco.